# The Hacker Ethic and the Spirit of the Information Age
The Hacker Ethic and the Spirit of the Information Age (Хакерська етика та дух інформаційної ери) книжка 2001 року, написана фінським філософом Пеккою Хіманеном, пролог до якої написав Лінус Торвальдс, а епілог — Мануель Кастельс.
Пекка Хіманен описує себе як філософ. Мануель Кастельс — всесвітньо відомий соціолог. Лінус Торвальдс — творець ядра Linux.

## Зноски
1. ↑  Книжка на acm.org